# San Fernando (kommun), Tamaulipas
San Fernando är en kommun i Mexiko.   Den ligger i delstaten Tamaulipas, i den centrala delen av landet, 600 km norr om huvudstaden Mexico City. Antalet invånare är 57 220. Arean är 6 091 kvadratkilometer.
Terrängen i San Fernando är platt åt nordost, men åt sydväst är den kuperad.
Följande samhällen finns i San Fernando:
- San Fernando
- El Barrancón del Tío Blas
- Guadalupe Victoria
- La Lomita
- Emiliano Zapata
- Punta de Piedra
- General Francisco J. Mújica
- La Carreta Dos
- Águila Azteca
- Plan del Alazán
- Benito Juárez
- Laguna de San Juan
- Las Norias
- Veinte de Noviembre
- San Gilberto